# Johnson & Johnson

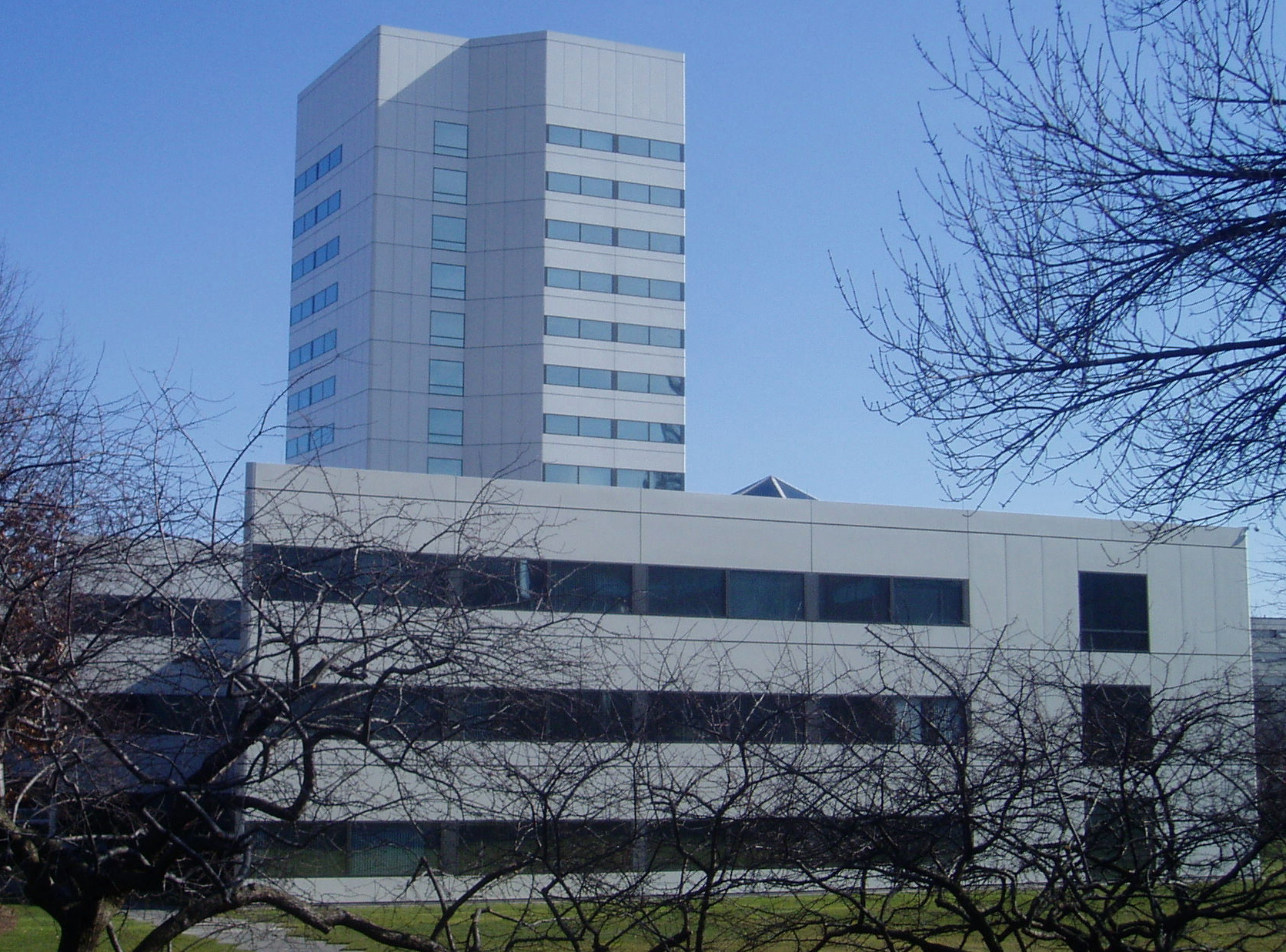
Siedziba Johnson & Johnson w New Brunswick, w stanie New Jersey

Johnson & Johnson – amerykański międzynarodowy koncern farmaceutyczny i kosmetyczny, z siedzibą w New Brunswick, w stanie New Jersey, założony w 1886 r.

## Przedmiot działalności
Przedmiot działalności koncernu składa się z trzech segmentów: sprzęt medyczny, farmaceutyki i kosmetyki.

### Sprzęt medyczny
Dostarczany przez koncern sprzęt medyczny wykorzystywany jest m.in. w chirurgii, kardiologii, czy ortopedii. Firma dostarcza również produkty wykorzystywane w opiece nad pacjentem, a także soczewki kontaktowe.

### Farmaceutyki
Johnson & Johnson dostarcza produktów przede wszystkim dla osób cierpiących na choroby immunologiczne, zakaźne i nowotwory.

### Kosmetyki

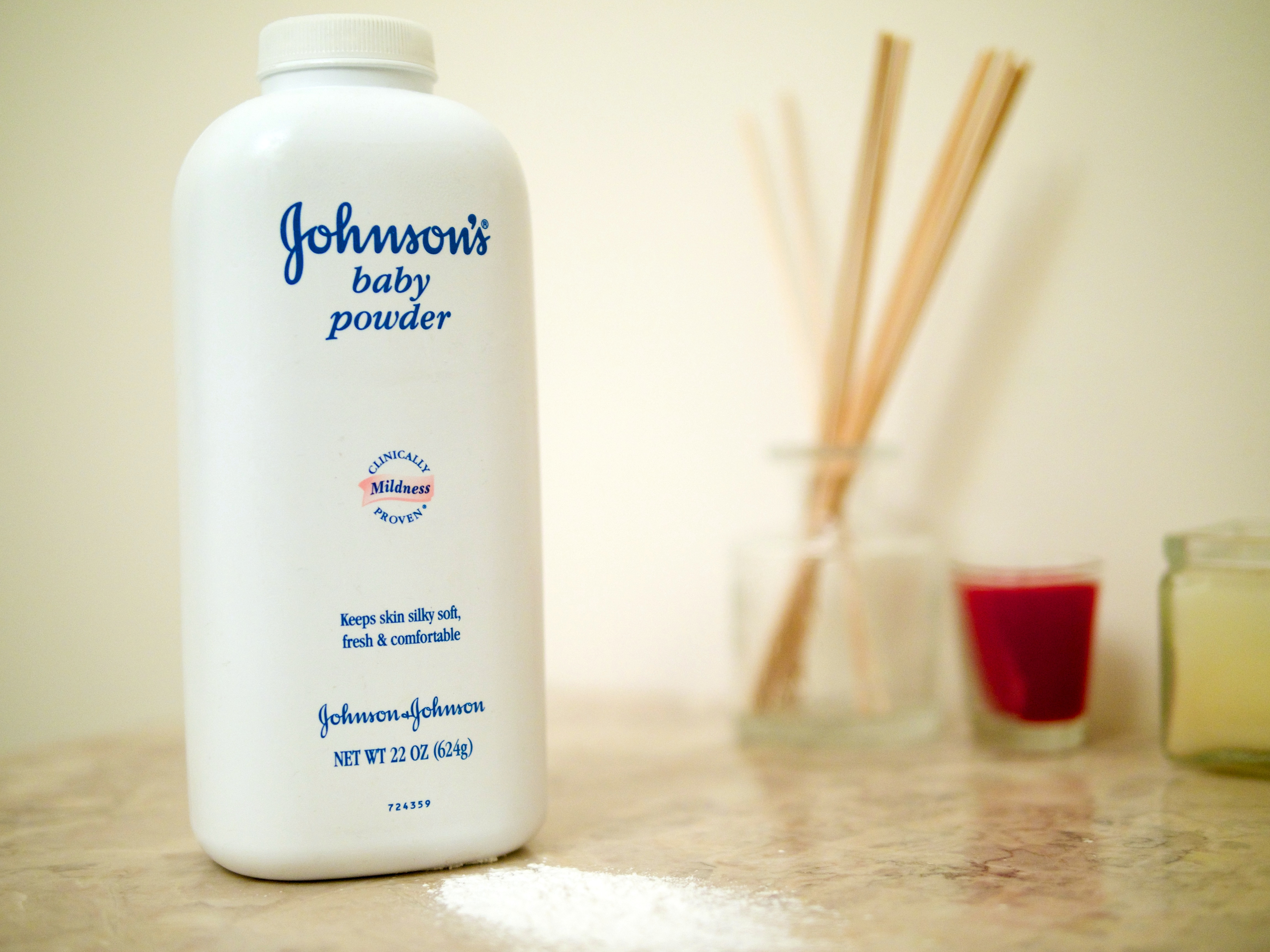

W sektorze konsumenckim koncern dostarcza produkty do pielęgnacji ciała i higieny osobistej dla dzieci i dorosłych oraz leki z grupy OTC (ang. over-the-counter drug) – dostępne bez recepty.

## Marki/Znaki towarowe
- Acuvue
- Actifed
- Ambi
- Aveeno
- Bactidol
- Band-Aid
- Benadryl
- Benecol
- Bengay
- Benylin
- Bonamine
- Caladryl
- Carefree
- childrenwithdiabetes.com
- Clean & Clear
- Coach
- Coach Professional
- Coach Sport
- Codral
- Combantrin
- Compeed
- Conceptrol
- Cortaid
- Cortef
- Delfen
- Desitin
- Doctor Mom
- Dolormin
- E.P.T.
- Efferdent
- First-Aid
- Gynol
- Healthy Woman
- Imodium
- Johnson’s Baby
- Johnson & Johnson Red Cross
- Jontex
- K-Y
- Lactaid
- Le Petit Marseillais
- Listerine
- Listermint
- Lubriderm
- Luden’s
- Micatin
- Monistat
- Motrin
- Motrin Children
- Myadec
- Mylanta
- Nasalcrom
- Neko
- Neosporin
- Neutrogena
- Nicoderm
- Nicorette
- Nizoral
- Nu-Gauze
- O.B.
- OneTouch
- Pediacare
- Penaten
- Pepcid
- Pepcid AC
- Polysporin
- Ponstan
- Priligy
- Purell
- Quantrel
- REACH
- Reactine
- Regaine
- Rembrandt
- Remicade
- RoC
- Rogaine
- Rolaids
- Shower to Shower
- Simply Sleep
- Simponi
- Sinutab
- Splenda
- St. Joseph
- Stayfree
- Steri-Pad
- Stim-u-dent
- Sudacare
- Sudafed
- Tucks Pads
- Tylenol
- Tylenol Baby
- Tylenol Children
- Tyzine
- Unicap
- Vania
- Visine
- Zyrtec

## Johnson & Johnson w Polsce
Filia koncernu w Polsce rozpoczęła swoją działalność w 1990 jako Johnson & Johnson Poland Sp. z o.o. Początkowo reprezentowane w Polsce były tylko dwie branże: sprzętu medycznego oraz kosmetyków. W 1992 włączono w struktury spółki Janssen Pharmaceutica, a w 1994 Cilag i Ortho Clinical Diagnostic. Do 2003 w ramach Johnson & Johnson Poland funkcjonowały trzy branże. W 2003 zakładając spółkę Janssen Cilag Polska Sp. z o.o. w skład polskiej filii J&J wchodziły znów branża sprzętu medycznego i kosmetyków. Polski oddział koncernu Johnson & Johnson mieści się na ul. Iłżeckiej 24 w Warszawie. 